# Венера-4
Венера-4 је била совјетска аутоматска научно-истраживачка станица (вјештачки сателит) намијењена за истраживање планете Венере. Лансирана је 12. јуна 1967.

## Ток мисије
Главна намјена Венере-4 је било атмосферско истраживање планете Венере. 18. октобра 1967. летјелица је ушла у атмосферу Венере и почела да прикупља податке са два термометра, барометром, радио-висиномјером, мјерачем густине атмосфере, и са 11 анализатора гаса. Имала је два радио-предајника.
Сигнали су примани са летјелице док се спуштала кроз атмосферу са падобраном, до висине од око 25 километара. Тада је високи атмосферски притисак уништио апарат. Ово је довело до појачања издржљивости на притисак код идућих апарата предвиђених за спуштање на површину Венере. Такође је смањена површина падобрана јер је утврђена висока густина атмосфере, па је пад са великом површином падобрана као код Венере-4 био преспор.

## Основни подаци о лету
- Датум лансирања: 12. јун 1967.
- Ракета носач: Молнија-М са додатим блоком ВЛ
- Мјесто лансирања:
- Маса сателита (kg): 1106